# Осечка
Осечка је насељено место у Републици Хрватској у Вараждинској жупанији. Административно је у саставу града Иванца. Простире се на површини од 2,68 км2
Осечка се налазе 12 км југозападно од центра жупаније Вараждина.

## Становништво
На попису становништва 2011. године, Осечка је имала 220 становника.
Према попису становништва из 2001. године у насељу Осечка живело је 268 становника. који су живели у 73 породичних домаћинстава Густина насељености је100,0 становника на км2
Кретање броја становника по пописима 1857—2001.
| година пописа  | 1857. | 1869. | 1880. | 1890. | 1900. | 1910. | 1921. | 1931. | 1948. | 1953. | 1961. | 1971. | 1981. | 1991. | 2001. |
| бр. становника | 196   | 189   | 209   | 247   | 274   | 308   | 324   | 357   | 420   | 420   | 412   | 333   | 314   | 261   | 268   |

## Попис1991.
На попису становништва 1991. године, насељено место Осечка је имало 261 становника, следећег националног састава:
| Попис 1991.‍ | Попис 1991.‍ | Попис 1991.‍ | Попис 1991.‍ | Попис 1991.‍ |
| ----------- | ----------- | ----------- | ----------- | ----------- |
|             |             |             |             |             |
| Хрвати      | Хрвати      |             | 259         | 99,23%      |
| непознато   | непознато   |             | 2           | 0,76%       |
| укупно: 261 |             |             |             |             |